# Cornwall House
A Cornwall House (58 Monnow Street) a walesi Monmouth egyik műemlék épülete. A 17. században épült, majd több lépésben átépítették. A The Buildings of Wales című monográfia szerint „az utca legimpozánsabb épülete”. John Newman szerint az épület sokkal bonyolultabb, mint amilyennek az utcáról első látásra tűnik. Az épület előtt megemelt udvar található egy lámpatartóval. Az épület három szintes. Mindkét oldalán egy-egy egyszintes szárnyépület kapcsolódik hozzá. A bal oldali szárnyon ajtó található, a jobb oldalon ablak. A tulajdonképpeni ház homlokzata ötös tagolású. Az első szinten kiugrik a dór oszlopok által tartott, timpanonnal megkoronázott bejárat. A homlokzat a 18. századból származik. Valamikor a 19. században, a bal oldali szárnyat leválasztották tőle. Ma a Monmouthshire Beacon című újság székhelye. Mivel magántulajdonban van, a nagyközönség számára évente csak néhány alkalommal nyitja meg kapuit.

## Története
Az épületet több lépésben építették. Három bérház helyén épült fel. 1678-ban tulajdonosa George Milborne volt, az anglikán hitre át nem térő katolikus wonastowi George Milborne testvére. 1669-ben Thomas Brewer kovács tulajdona volt. Ezt követően Beaufort hercegének ügynöke, Henry Burgh vette meg és ő volt a felelőse a chippenhami mezőkre néző Anna-stílusú homlokzat megépítéséért (ma az épület hátoldala). Fehér kőburkolata van, ami eltakarja a vörös téglából épített szerkezete. A homlokzatán, egy kis táblán az épület eme részének építési dátuma olvasható: 1752. Az épület hátsó részéhez egy kis kert is tartozik, amelyben egykoron egy tribün állt, ahonnan a herceg követhette a chippenhami lóversenyeket.
Az épület főbejárata a Monnow Streetre név. A homlokzat György-stílusú. Az előkertet kovácsoltvas kerítés veszi körbe. Ezt az 1770-es években csatolták hozzá. A belsőjének fő látnivalói az elegáns, 19. századi lépcső, valamint az „adamesque” stílusú kémény. II*. kategóriás brit műemléknek (British Listed Building) számít 1952 óta.
Az épület homlokzatán lévő tábla a Monmouthshire Beacon 1837-es alapításáról emlékezik meg. Az újság 1987-ben, a 150. évfordulója alkalmából vette át az épületet Margit hercegnő, snowdoni grófné jelenlétében.

## Fordítás
- Ez a szócikk részben vagy egészben  a   Cornwall House című angol Wikipédia-szócikk ezen változatának fordításán alapul.  Az eredeti cikk szerkesztőit annak laptörténete sorolja fel. Ez a jelzés csupán a megfogalmazás eredetét és a szerzői jogokat jelzi, nem szolgál a cikkben szereplő információk forrásmegjelöléseként.